# Zeche Pluto
Die Zeche Pluto war ein Steinkohlebergwerk in Herne im Stadtteil Wanne-Eickel. Das Bergwerk war zunächst unter dem Namen Zeche St. Nicolaus geführt worden und wurde später umbenannt in Zeche Pluto. Der Name des Bergwerks ist angelehnt an den griechischen Gott Pluto, den Gott der Unterwelt. Die Zeche Pluto gehörte zu den Gründungsmitgliedern des Rheinisch-Westfälischen Kohlen-Syndikats. Außerdem gehörte die Bergbau-Aktien-Gesellschaft Pluto zu den Gründungsmitgliedern des Vereins für die bergbaulichen Interessen. Das Bergwerk gehörte in der zweiten Hälfte des 19. Jahrhunderts zu den bedeutendsten Zechen des Regierungsbezirks Arnsberg.

## Geschichte

### Die Anfänge
Im Jahr 1850 wurden in der zum Amt Herne gehörigen Gemeinde Bickern die ersten Probebohrungen durchgeführt. Im Jahr 1854 wurde die Mutung für die Grubenfelder St. Remigius, St. Michael und St. Nikolaus eingelegt. Der Feldbesitz lag zunächst bei dem Schwelmer Freiherr Levin von Elverfeldt und beim Opherdicker Kammerherr von Lilien. Im Jahr 1855 wurde die Mutung für die Felder St. Margaretha, St. Rupertus und Glückliches Ende eingelegt und im Mai wurde das Feld St. Nicolaus, St. Michael und St. Remigius verliehen und im weiteren Jahresverlauf noch das Feld St. Margaretha und St. Rupertus. Zu Anfang war der Name St. Nikolaus für die Zeche gebräuchlich. Das Bergwerkseigentum wurde an den Bergassessor Heinrich Thies verkauft. Er warb 1856 durch Anzeigen in Zeitungen und Handschreiben an bekannte Investoren zur Gründung einer Aktiengesellschaft. Zur Sicherheit der Geldgeber ließ Thies ein geologisches Gutachten von dem Berggeschworenen Karl Barth anfertigen. Das positive Gutachten und die Nähe zur 1845 eröffneten Stammstrecke der Köln-Mindener Eisenbahn-Gesellschaft veranlassten die Investoren, 1600 Aktien zu je 500 Taler zu zeichnen. Am 10. Juli 1856 konstituierte sich die Aktiengesellschaft und damit die Zeche Pluto auf einer Gründungsversammlung in Essen. Unter anderem beteiligte sich der Essener Jurist und Reichstagsabgeordnete Friedrich Hammacher an der Gesellschaft. Daraufhin wurde ein 1,6 Meter tiefer Erkundungsschacht abgeteuft. 1857 begannen die Teufarbeiten für den ersten Schacht im Feld St. Nicolaus. Der Schacht befand sich in der Nähe der Köln-Mindener Eisenbahnlinie. Schacht 1 wurde nach Johann Heinrich Wilhelm Thies mit dem Namen Schacht Thies bezeichnet. Zu diesem Zeitpunkt wurde der Name Pluto für das Bergwerk verwendet, das zu dieser Zeit zum Bergrevier Bochum gehörte.
Im Jahr 1858 wurde bei einer Teufe von 149 Metern das Karbon erreicht. Im selben Jahr wurde ein Feldertausch durchgeführt. Das Feld Alma wurde abgegeben und dafür ein Teilstück des Feldes Namur übernommen. Dieses Feld wurde mit dem Feld St. Remigius konsolidiert. Das Bergwerk wurde umbenannt in Zeche Pluto. Die Berechtsame umfasste sieben Geviertfelder mit einer Gesamtfläche von 1,56 Millionen Quadratlachtern. Der Schacht 1 hatte mittlerweile eine Teufe von 96 Lachtern erreicht. Aufgrund der Wasserzuflüsse war man gezwungen, im oberen Bereich eine wasserdichte Schachtmauerung zu erstellen. Der Fuß der Mauer wurde bei einer Teufe von 80,5 Lachtern erstellt. Um die Wässer abpumpen zu können, wurde eine Wasserhaltungsmaschine mit einer Leistung von 310 PS installiert. Bei einer Teufe von 192 Metern (−140 m NN) wurde die 1. Sohle angesetzt. Diese Sohle diente zunächst als Wettersohle. Die Teufarbeiten an dem Schacht wurden weiter fortgesetzt und bei einer Teufe von 244 Metern (−192 m NN) wurde im Jahr 1860 die 2. Sohle angesetzt. Auf der ersten Bausohle (2. Sohle) wurden Querschläge in südlicher und in nördlicher Richtung aufgefahren. und erfolgt zunächst die Förderung für den Eigenbedarf. Im Jahr 1861 wurde die Grube mit einem Gleis an die Strecke der Köln-Mindener Eisenbahn-Gesellschaft angebunden. Mit den Querschlägen auf der 2. Sohle wurden 1861 acht Flöze angefahren. Die Flöze hatten ein südliches Einfallen von 44 Gon und eine Mächtigkeit zwischen 30 und 156 Zoll. Auf 1. Sohle wurden im selben Jahr mit dem nördlichen Wetterquerschlag weitere acht Flöze aufgeschlossen. Im Jahr 1862 konsolidierten die sieben Geviertfelder zu Pluto, die Berechtsame umfasste eine Fläche von 6,8 km,2 hinzu kam noch eine Erzberechtsame. Über dem Schacht wurde ein Malakow-Turm errichtet, in dem eine Fördermaschine mit 120 PS ihren Dienst tat.

### Die ersten Betriebsjahre
Ab dem Jahr 1862 wurde die regelmäßige Förderung aufgenommen. Von den bereits aufgeschlossenen Flözen wurden im südlichen Bereich die Flöze Nr. 4 und Nr. 5 und im nördlichen Feldesteil das Flöz Nr. 3 in Verhieb genommen. Die Aus- und Vorrichtungsarbeiten wurden auf der 2. Sohle weiter fortgeführt. Der Querschlag nach Süden wurde um 43¼ Lachter weiter aufgefahren. Der nördliche Wetterquerschlag auf der 1. Sohle wurde um 93¾ Lachter weiter aufgefahren. Mit diesem Querschlag wurde eine Wechselstörung, in der die Flöze 2 und 3 doppelt lagen, durchörtert. Im Jahr darauf wurde über Tage ein Wetterofen erbaut. Außerdem wurden in der Folgezeit weitere Tagesanlagen, wie eine Waschkaue für 800 Bergleute, ein Fördermaschinenraum, das Magazin, eine Schreinerei, eine Schmiede, Büroräume, eine Sieberei und ein Kesselhaus mit vier Dampfkesseln, erbaut. Der Schornstein des Kesselhauses wurde mit dem Wetterofen verbunden. Außerdem wurde eine kleine Kokerei mit vier Schaumburger Öfen in Betrieb genommen. Unter Tage wurden mit dem südlichen Querschlag der 2. Sohle vier unbauwürdige Flöze überfahren. Im Jahr darauf wurde die Kokerei erweitert. Im Jahr 1865 erreichte der nördliche Querschlag auf der 2. Sohle eine Auffahrungslänge von 187 Lachtern. Im Sandstein wurden mehrere Klüfte angefahren, die stark Salzsole führten. Über Tage wurde gegen Ende des Jahres eine neue Zwillingsfördermaschine in Betrieb genommen, die eine Leistung von 150 PS hatte.
Im Jahr 1867 wurden die Teufarbeiten an Schacht 1 wieder aufgenommen und der Schacht wurde tiefer geteuft. In der Streckenförderung wurden ab diesem Jahr Grubenpferde eingesetzt. Über Tage wurde eine maschinelle Kohlenseparationsanlage gebaut. Im Jahr 1869 wurde im Schacht bei einer Teufe von 323 Metern (−271 m NN) die 3. Sohle angesetzt. Die Vorrichtungsarbeiten konnten in diesem Jahr nur stark eingeschränkt durchgeführt werden. Gründe hierfür waren zum einen der starke Gebirgsdruck und zum anderen zahlreiche Lagerungsstörungen. Am 30. April desselben Jahres kam es auf dem Bergwerk zu einer Schlagwetterexplosion, bei diesem Grubenunglück wurden drei Bergleute getötet. Im selben Jahr wurden über Tage die Koksöfen durch 26 neue Koksöfen vom Typ Coppee ersetzt. Um die Bewetterung der Grubenbaue zu verbessern, wurde im Jahr 1870 ein Grubenlüfter in Betrieb genommen. Außerdem wurde eine neue Kohlenwäsche in Betrieb genommen. Das Bergwerk gehörte zu diesem Zeitpunkt mittlerweile zum Bergrevier Recklinghausen. Zur Verbesserung der Bewetterung wurde im Jahr 1873 mit den Teufarbeiten für einen weiteren Schacht begonnen. Der Schacht 2 erhielt den Namen Schacht Wilhelm. Der Name Wilhelm wurde zu Ehren der königlich/kaiserlichen Regenten gewählt. Der Schacht wurde im Nordfeld 1,3 Kilometer von Schacht Thies angesetzt. Im Jahr darauf erreichte der Schacht Wilhelm bei einer Teufe von 180 Metern das Karbon. Noch im selben Jahr wurden bei einer Teufe von 203 Metern (−155 m NN) die 1. Sohle und bei einer Teufe von 230 Metern (−182 m NN) die 2. Sohle angesetzt. Der Schacht 2 erhielt ebenfalls einen Anschluss an den Bahnhof Wanne.

### Der weitere Ausbau

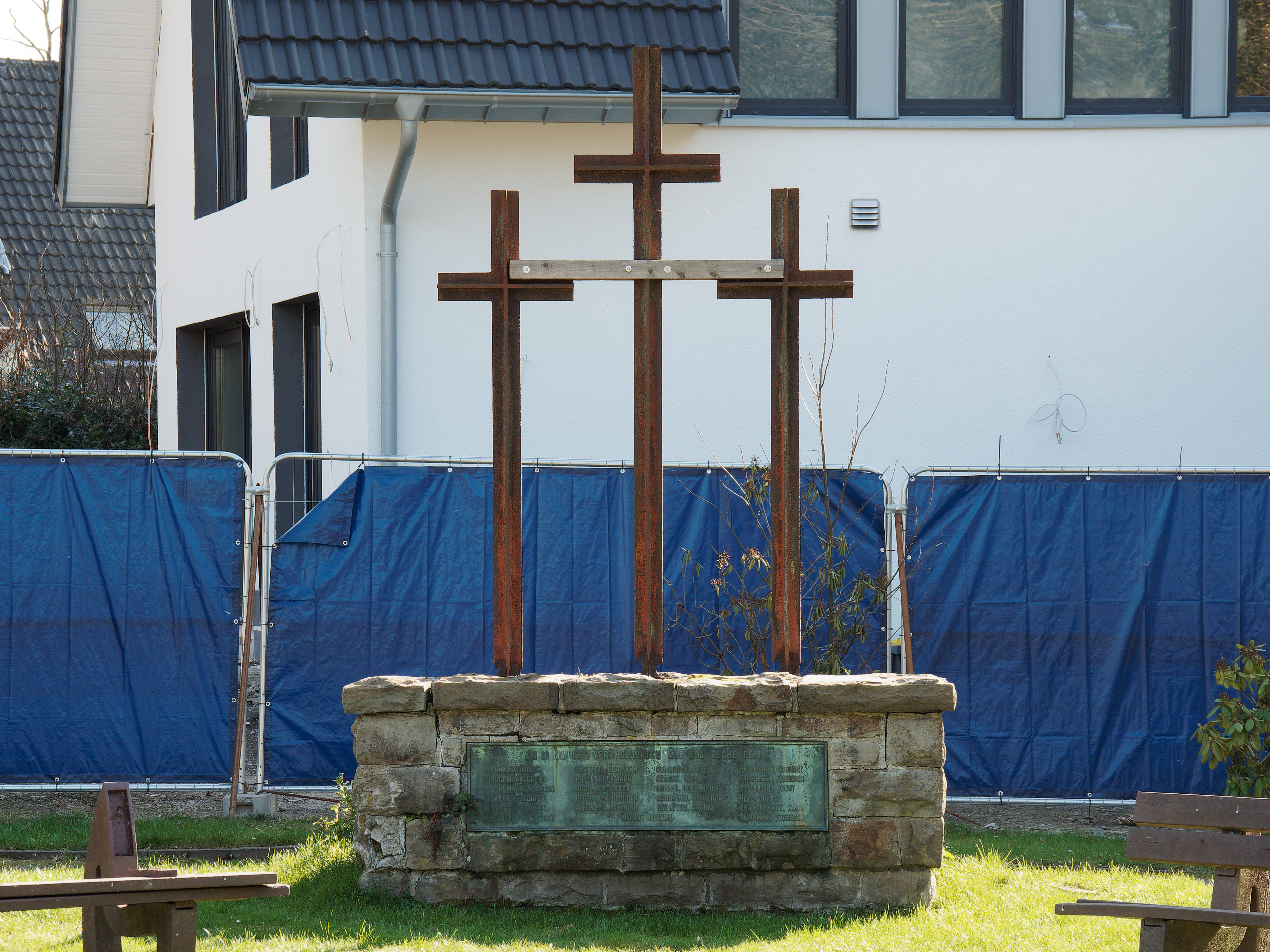
Das vom Verfall bedrohte Denkmal für 23 der Schlagwetteropfer …

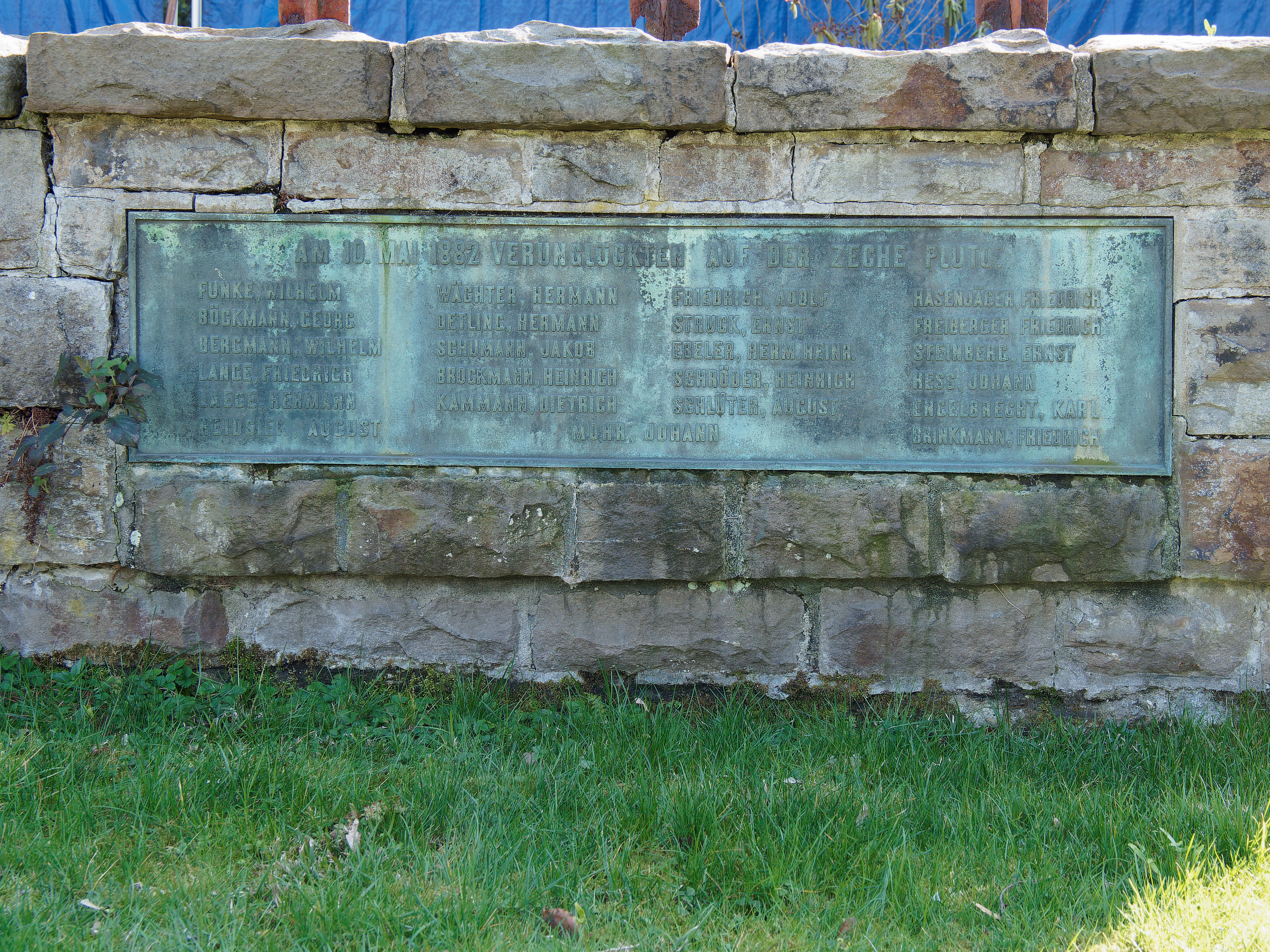
… und die Namenstafel

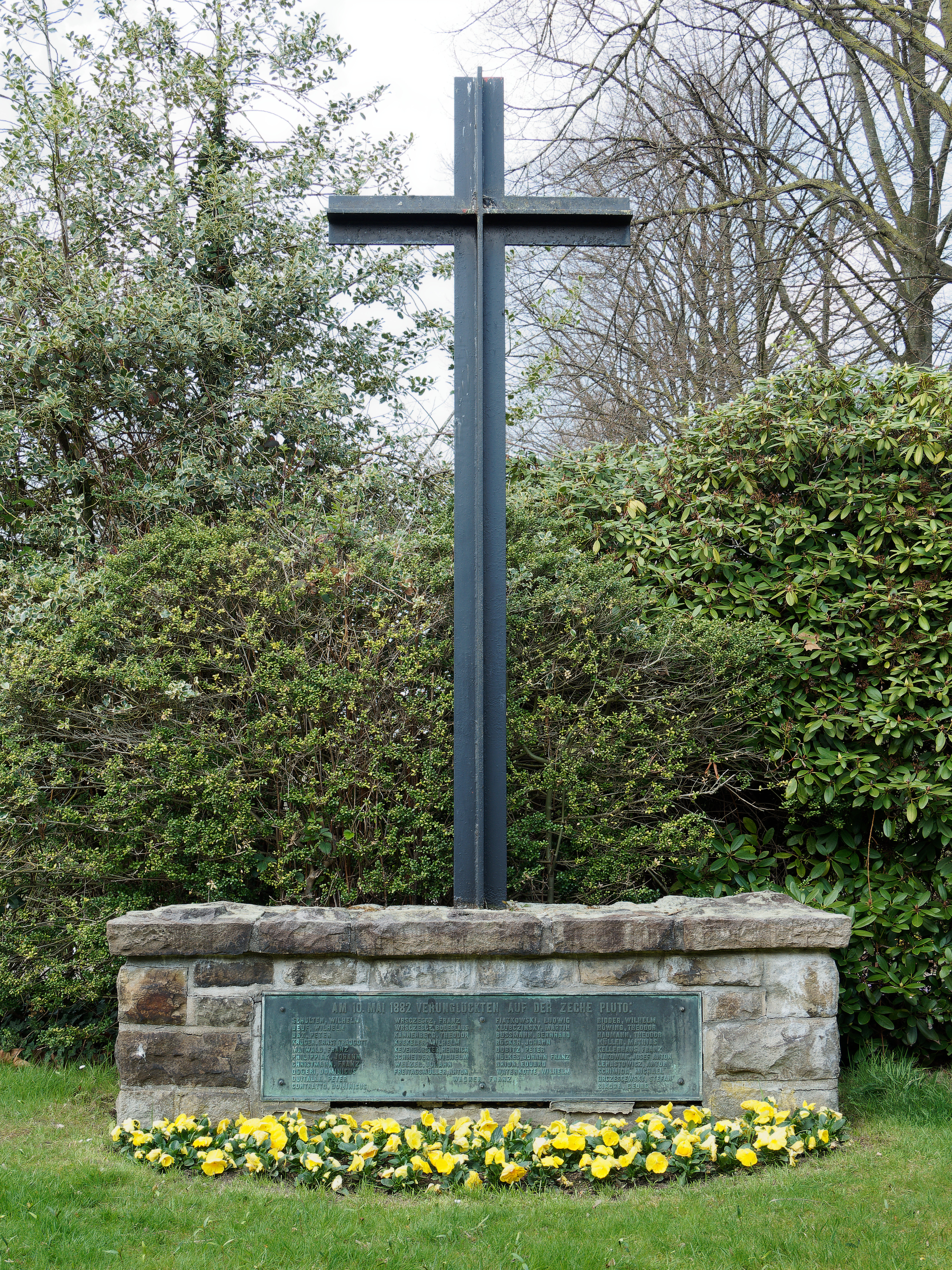
Denkmal auf dem Friedhof an der Herzogstraße

Im Jahr 1875 wurde ein weiterer Wetterschacht abgeteuft, der später als Schacht 6 bezeichnet wurde. Der Schacht wurde 350 Meter südlich von Schacht 1 angesetzt und erreichte bei einer Teufe von 142 Metern das Karbon. Im Oktober 1875 wurde im Schacht 2 mit der Förderung begonnen. und der Abbau von Kohleneisenstein wurde eingestellt. Im Jahr 1876 wurde der Wetterschacht 6 mit der 1. Sohle durchschlägig und bei einer Teufe von 162 Metern (−110 m NN) wurde eine Wettersohle angesetzt. Zur Abführung der Wetter diente ein Wetterofen. Im Jahr 1877 wurde zwischen den Schächten Thies und Wilhelm ein Durchschlag aufgefahren. Am 17. September 1876 kam es zu einer erneuten Schlagwetterexplosion, hierbei verloren drei Bergleute ihr Leben. In den folgenden Jahren wurde der Betriebsteil Wilhelm weiter ausgebaut. Im Jahr 1878 wurden die Teufarbeiten an Schacht 2 wieder aufgenommen und die 3. Sohle angesetzt. Im Jahr 1880 wurde auch Schacht 1 tiefer geteuft und bei einer Teufe von 404 Metern (−352 m NN) 4. Sohle angesetzt. Die Teufarbeiten an Schacht 1 wurde 1882 weitergeführt. Am 10. Mai desselben Jahres ereignete sich erneut eine Schlagwetterexplosion, der 67 Bergleute zum Opfer fielen. Der Schacht 6 wurde 1882 bis zur 2. Sohle tiefer geteuft. An dem Schacht 1 wurden 1883 die ersten Otto Hoffmann-Koksöfen des Ruhrreviers in Betrieb genommen, bei denen auch Teer gewonnen wurde. Im Jahr 1885 wurden die Teufarbeiten an Schacht 2 wieder aufgenommen und es wurde die 4. Sohle angesetzt. Außerdem wurden die Teufarbeiten an Schacht 1 weitergeführt und im Jahr 1887 wurde bei einer Teufe von 503 Metern (−451 m NN) die 5. Sohle angesetzt. Auf der 4. Sohle wurde ein Durchschlag zwischen den Schächten 1 und 2 erstellt. Im Jahr 1888 wurden der Schacht 6 bis zur 3. Sohle tiefer geteuft. Im selben Jahr kam es an Schacht Thies zu einem Defekt an der Wasserhaltung, so dass die 5. Sohle monatelang unter Wasser stand.
Am 3. Juli des Jahres 1891 wurde auf der 4. Sohle eine starke Wasserader angebohrt. Die dort tätigen Hauer befürchteten zuerst, dass die Emscher durchgebrochen wäre. Bei dem Wasser handelte es sich jedoch um bis zu 28 Grad warme Natursole. Für die Sole wurde eine Berechtsame erteilt und sie wurde später als Heilsole verwendet. Im selben Jahr wurden die Teufarbeiten an Schacht 2 bei einer Teufe von 595 Metern eingestellt. Am 7. August des Jahres 1892 kam es auf dem Betriebsteil Wilhelm zu einem Brand in der Kohlenwäsche und der Kohlenverladung. Im Jahr 1893 wurde mit den Teufarbeiten für den Schacht 3 neben dem Schacht 2 begonnen. Der Schacht wurde in den Folgejahren tiefer geteuft und die Schachtanlage weiter ausgebaut. Bis zum Jahr 1894 war der Schacht 3 bis zur 4. Sohle geteuft worden. Im Jahr 1895 wurden die Teufarbeiten an Schacht Thies wieder aufgenommen und bei einer Teufe von 606 Metern (−554 m NN) wurde die 6. Sohle aufgefahren. Im Schacht 2 wurde die 5. Sohle angesetzt und der Schacht 3 (Wetterschacht 3) bis zur 5. Sohle tiefer geteuft und an dem Schacht wurde die Förderung aufgenommen. Im Jahr 1896 wurde im Schacht 2 bei einer Teufe von 595 Metern (−546 m NN) die 6. Sohle angesetzt. Am 17. März des Jahres 1897 kam es im Baufeld Schacht 2 zu einer Kohlenstaubexplosion, hierbei wurden acht Bergleute getötet. Im selben Jahr wurde an Schacht 2 eine Kokerei in Betrieb genommen. Im Jahr 1898 wurde auf der 6. Sohle der Querschlag von Schacht Thies weiter in nördlicher Richtung bis zur Hauptüberschiebung aufgefahren und in südlicher Richtung mit dem Querschlag das Flöz 5 angefahren. Auf der 5. Sohle wurde das Westfeld hinter der Consolidationer Störung weiter aufgeschlossen. Im Baufeld von Schacht Wilhelm wurde auf der 4. Sohle abgebaut sowie im Baufeld von Schacht Thies auf der 4. Sohle und der 5. Sohle ein Gaskohlenflöz abgebaut. Am Schacht Wilhelm waren insgesamt 13 Flöze in Verhieb, davon bestanden sechs Flöze aus Bergemittel und die anderen sieben Flöze aus reiner Kohle. Die Mächtigkeit der Flöze lag zwischen 0,8 und 2,2 Metern und bei den Flözen mit Bergemittel zwischen 0,05 und 0,3 Meter. Auf dem Baufeld von Schacht Thies waren insgesamt 16 Flöze mit einer Mächtigkeit von 0,6 bis 3,0 Metern in Verhieb, davon bestanden sechs Flöze aus Bergeanteil (Mächtigkeit 0,05 und 0,6 Meter), die anderen zehn Flöze aus reiner Kohle. Der Abbau in den Gaskohlenflözen näherte sich zu diesem Zeitpunkt dem Ende, und mittlerweile ging der Abbau auf Fettkohlenflöze über. Über Tage wurden die erforderlichen Anlagen für die Aufbereitung der Fettkohlen, wie z. B. die Feinkohlenwäsche, errichtet worden. Außerdem wurde ein neuer größerer Kompressor installiert sowie eine Ringofenziegelei und eine Zentralkondensation errichtet. Es wurde begonnen, eine neue Fördermaschine zu installieren. Das Bergwerk gehörte zu diesem Zeitpunkt zum Bergrevier Gelsenkirchen.

### Der weitere Betrieb
Im Jahr 1899 wurde mit den Teufarbeiten für den Wetterschacht 4 neben Schacht 1 begonnen. Ende des 19. Jahrhunderts erfolgte dann ein Ausbau des Betriebsteiles Thies zur Doppelschachtanlage (Schacht 1/4). Außerdem erfolgte zu dieser Zeit eine Erweiterung der Anlage Pluto-Wilhelm zur Doppelschachtanlage mit den Schächten 2 und 3. Da das Hüttenwerk Schalker Verein über keine eigenen Kohle- und Koksreserven in unmittelbarer Nähe verfügte, erwirkte das Unternehmen eine Fusion mit der benachbarten Zeche Pluto. Die Zeche Pluto ging in das Eigentum der Aktiengesellschaft Schalker Gruben- und Hütten-Verein über. Im Jahr 1900 erreichte der Wetterschacht 4 die 3. Sohle. Im Jahr 1901 wurde im Schacht 4 die 6. Sohle angesetzt und noch im selben Jahr mit der Förderung begonnen. Im darauffolgenden Jahr wurde der Schacht 3 bis zur 6. Sohle geteuft. Im Jahr 1903 wurden die Teufarbeiten an Schacht 1 wieder aufgenommen und bei einer Teufe von 705 Metern (−653 m NN) wurde die 7. Sohle angesetzt. Im Jahr 1906 wurde im Süden des Feldes Pluto mit den Teufarbeiten für den Schacht 5 begonnen. Der Schacht wurde 930 Meter westlich vom Betriebsteil 1/4 abgeteuft. Außerdem wurden zu diesem Zeitpunkt die Tagesanlagen und die Kokerei weiter ausgebaut. Der Ausbau der Kokerei war erforderlich geworden, um den Koksbedarf des Schalker Hüttenwerkes weitestgehend durch eigenen Koks decken zu können. In der Folgezeit wurde der Betriebsteil 2/3 zur Hauptförderanlage ausgebaut.
Im Jahr 1907 erreichte der Schacht 5 bei einer Teufe von 146 Metern das Karbon und im  Folgejahr wurde mit Erreichen der 5. Sohle der Betrieb aufgenommen. Die Berechtsame umfasste zu dieser Zeit eine Fläche von 6,8 km2. Am 13. März desselben Jahres ging die Zeche Pluto von der Aktiengesellschaft Schalker Gruben- und Hütten-Verein in das Eigentum der Gelsenkirchener Bergwerks-AG (GBAG) über.  Im Jahr 1910 wurde im Schacht Thies die Förderung eingestellt. Der Wetterschacht 6 wurde bis zur 6. Sohle geteuft und ab der 5. Sohle wurde der Schacht mit einem kleineren Schachtquerschnitt weitergeteuft. Der Schacht 1 wurde verfüllt und neu abgeteuft und im Jahr 1912 mit Erreichen der 7. Sohle wieder in Betrieb genommen. Im darauffolgenden Jahr wurde neben dem Schacht Wilhelm mit den Teufarbeiten für den Schacht 7 begonnen. Am 24. Juni des Jahres 1914 wurden bei einem Steinschlag drei Bergleute getötet. Im Jahr 1915 erreichte der Schacht 7 die 5. Sohle und er wurde mit der von Schacht Thies aufgefahrenen 7. Sohle durchschlägig. Am 9. Juli des Jahres 1917 kam es im Baufeld Wilhelm zu einer Sprengstoff- und anschließenden Kohlenstaubexplosion, hierbei wurden 14 Bergleute getötet. Im Jahr darauf ging der Schacht 7 in Förderung während in Schacht 2 die Förderung eingestellt wurde. Der Schacht wurde zum Wetterschacht umfunktioniert. Im Jahr 1919 wurde der Schacht 3 bis zur 7. Sohle in Betrieb genommen.

### Die weiteren Jahre

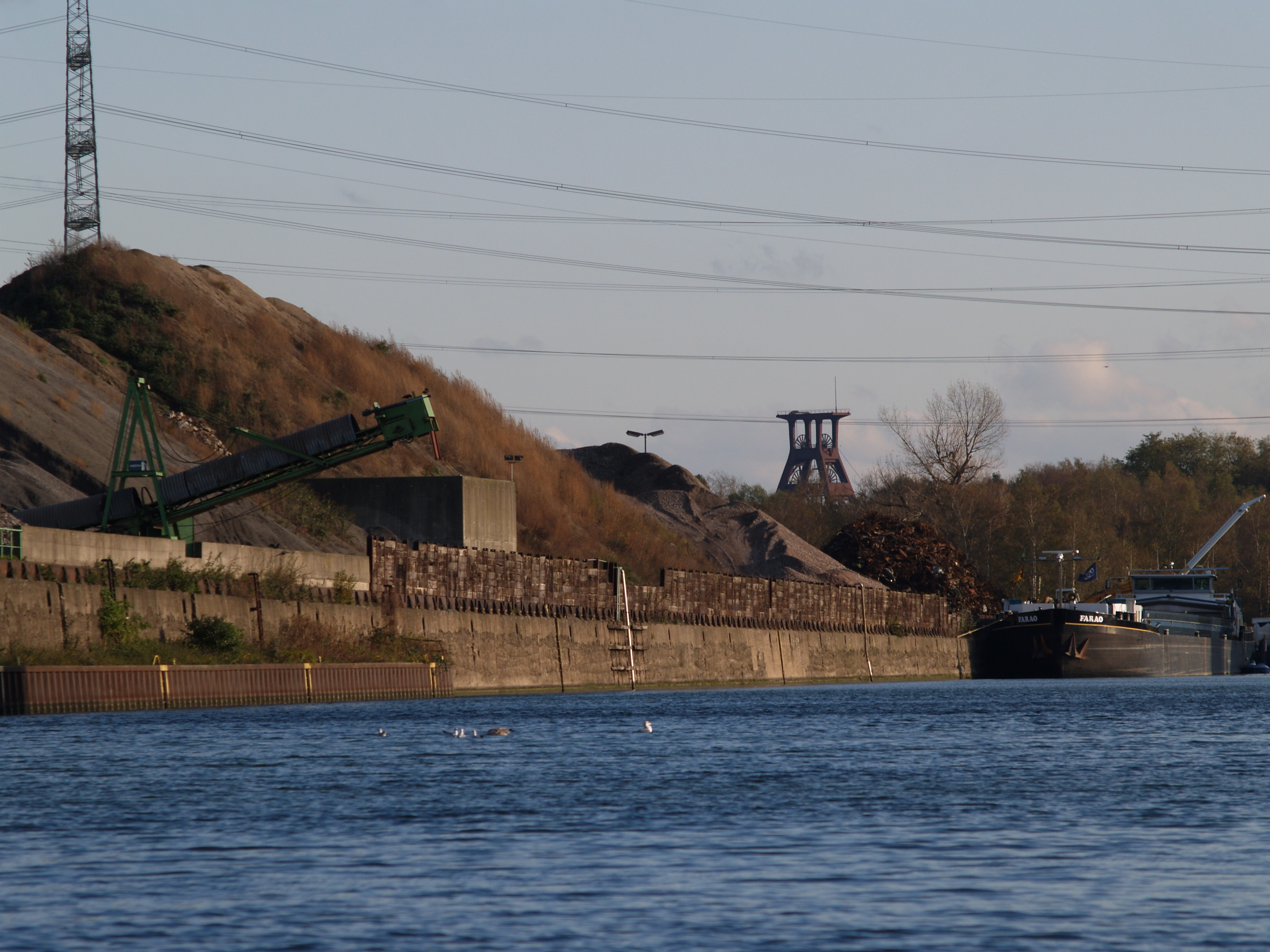
Hafen Grimberg, im Hintergrund Schacht Wilhelm

Im Jahr 1924 wurde die Vereinigte Stahlwerke AG gegründet, die auch den Bergwerksbesitz der GBAG übernahm. Im Jahr 1926 wurde die Zeche Pluto in die Gruppe Gelsenkirchen der Abteilung Bergbau der Vereinigten Stahlwerke AG eingegliedert. Am 26. Juni des Jahres 1927 wurde auf dem Betriebsteil Thies die Kokerei stillgelegt. Das Grubenfeld Thies wurde nun zum Baufeld Wilhelm zugefügt. Aus Rationalisierungsgründen wurde die Förderung auf Schacht 3 (Wilhelm) konzentriert. Der am konzerneigenen Hafen Grimberg am Rhein-Herne-Kanal gelegene Schacht bot die besseren Voraussetzungen zum Abtransport der Kohlen. Die meisten Tagesanlagen auf dem Betriebsteil 1/4 wurden abgerissen. Die Schächte blieben weiterhin offen. Am 31. März des darauffolgenden Jahres wurde die Kokerei auf dem Betriebsteil 2/3 stillgelegt. Im Jahr 1931 wurde das Grubenfeld Alma, mit den Betriebsteilen 1/2/5, von der stillgelegten Zeche Rheinelbe & Alma übernommen. Durch diese Übernahme umfasste die Berechtsame nun eine Fläche von 10,5 km2. Im Jahr 1941 wurden die Teufarbeiten an Schacht 4 wieder aufgenommen und bei einer Teufe von 810 Metern (−758 m NN) wurde die 8. Sohle angesetzt. Im selben Jahr kam es auf der Kokerei zu einer Explosion. Bei diesem, am 23. Oktober in der Teerdestillation verursachten, Unfall kamen neun Mitarbeiter ums Leben. Noch im selben Jahr wurde ein Feldesteil von der bereits stillgelegten Zeche Hibernia angepachtet. Im Jahr 1943 wurde der Schacht 3 verfüllt, um ihn anschließend neu abteufen zu können. Im darauffolgenden Jahr wurde begonnen, den Schacht 3 mit einem größeren Querschnitt neu abzuteufen. Der Schacht 6 wurde in diesem Jahr bis zur 7. Sohle in Betrieb genommen. Am 8. November desselben Jahres wurde der Betriebsteil Thies durch Luftangriffe schwer beschädigt.
Am 23. Februar des Jahres 1945 wurde das Kriegsgefangenenlager bei einem alliierten Bombenangriff sehr stark zerstört. Bei dem Angriff fanden 125 Kriegsgefangene den Tod. Am 4 und 5. April desselben Jahres wurde der Betriebsteil Wilhelm durch Artilleriebeschuss beschädigt. Im August 1945 wurde das Neuteufen von Schacht 3 gestundet. Nach dem Zweiten Weltkrieg wurden die Vereinigten Stahlwerke zerschlagen. Auf Pluto wurden in der Folgezeit die Schächte tiefer geteuft. Die Förderung auf Zeche Pluto wurde trotz zerstörter Tagesanlagen kurz nach Ende des Zweiten Weltkriegs wieder aufgenommen. Hauptfördersohle war die 7. Sohle. Ab dem Jahr 1946 wurden die Teufarbeiten an Schacht 3 wieder aufgenommen. Im Jahr 1949 wurde begonnen, den Schacht 3 ab der 6. Sohle tiefer zu teufen. Zu diesem Zeitpunkt hatte das Bergwerk drei Fördersohlen. Im Baufeld Wilhelm war dies die 7. Sohle, im Baufeld Thies die 4. Sohle und im Baufeld Alma die 6. Sohle. Im Jahr 1950 umfasste die Berechtsame eine Fläche von 8,2 km2. Im darauffolgenden Jahr wurde der Schacht 3 bis zur 8. Sohle in Betrieb genommen. Im Jahr 1952 wurde mit dem Abbau auf der 8. Sohle begonnen. Zwischen 1953 und 1963 wurden die veralteten Tagesanlagen auf der Schachtanlage Pluto-Wilhelm vollkommen erneuert. Nach den Plänen der Industriearchitekten Fritz Schupp und Martin Kremmer wurde über dem Schacht 3 ein 56 m hohes modernes Fördergerüst errichtet in Anlehnung an den Schacht 12 der Zeche Zollverein errichtet. Im selben Jahr wurde im Schacht 3 bei einer Teufe von 940 Metern (−890 m NN) die 9. Sohle angesetzt. Schacht 3 wurde weiter zum Zentralförderschacht ausgebaut. Im Jahr 1954 wurde der Zentralförderschacht in Betrieb genommen.

### Die letzten Jahre
Im Jahr 1956 wurde die 8. Sohle zur Hauptfördersohle. Im Jahr 1960 wurde Schacht 4 zum Wetterschacht. Im Jahr 1963 wurde Schacht Thies verfüllt. Im darauffolgenden Jahr wurde der Schacht 6 abgeworfen. Das Bergwerk hatte nun noch fünf Schächte in Betrieb. Im Jahr 1966 begannen die Ausrichtungsarbeiten der 9. Sohle. Im Jahr 1968 wurde die Ruhrkohle AG gegründet und die Zeche Pluto wurde in die neugegründete Ruhrkohle AG eingebunden und dem Betriebsbereich „Bergbau AG Essen“ zugeordnet. Ab dem Jahr 1971 wurde eine gemeinsame Werksdirektion mit der Zeche Consolidation gebildet. Im Jahr 1973 wurde die 9. Sohle zur Hauptfördersohle. Am 31. März 1976 wurde im Laufe der Kohlekrise die Förderung auf Pluto eingestellt. Das Baufeld und die Schächte wurden von der Zeche Consolidation übernommen, ebenso die noch auf Pluto beschäftigten Mitarbeiter. Consolidation baute in den Folgejahren die noch vorhandenen Kohlenreserven im Baufeld Pluto ab.

## Förderung und Belegschaft
| Belegschaftszahlen im Ruhrbergbau | Belegschaftszahlen im Ruhrbergbau | Belegschaftszahlen im Ruhrbergbau |
| Jahr                              | Belegschaft                       | Förderung in t                    |
| --------------------------------- | --------------------------------- | --------------------------------- |
| 1860                              | 97                                | 2671                              |
| 1865                              | 435                               | 103.709                           |
| 1866                              | 537                               | 131.887                           |
| 1870                              | 576                               | 138.182                           |
| 1875                              | 1150                              | 229.956                           |
| 1880                              | 1567                              | 402.715                           |
| 1885                              | 2052                              | 518.893                           |
| 1890                              | 2233                              | 572.693                           |
| 1900                              | 3940                              | 955.382                           |
| 1905                              | 4512                              | 1.015.643                         |
| 1913                              | 4655                              | 1.251.140                         |
| 1915                              | 3413                              | 877.990                           |
| 1920                              | 4664                              | 838.700                           |
| 1925                              | 3940                              | 820.000                           |
| 1930                              | 2425                              | 769.000                           |
| 1935                              | 1545                              | 640.360                           |
| 1940                              | 2301                              | 842.000                           |
| 1945                              | 1711                              | 211.770                           |
| 1950                              | 3013                              | 669.770                           |
| 1955                              | 2870                              | 792.000                           |
| 1970                              | 2102                              | 940.000                           |
| 1975                              | 1640                              | 1.080.000                         |

Die ersten Belegschaftszahlen des Bergwerks stammen aus dem Jahr 1858, in diesem Jahr waren 107 Mitarbeiter auf dem Bergwerk beschäftigt. Die Zeche entwickelte sich bis zum Ersten Weltkrieg zur Großzeche, wobei im Jahr 1913 die höchste Förderrate mit 1.251.140 Tonnen erzielt wurde. In den folgenden Jahren war die Förderung rückläufig mit kurzzeitigen Spitzen zu Beginn des Zweiten Weltkrieges und vor dem Zusammenschluss mit der Zeche Consolidation. Die letzten Förder- und Belegschaftszahlen stammen aus dem Jahr 1975.

## Folgenutzung

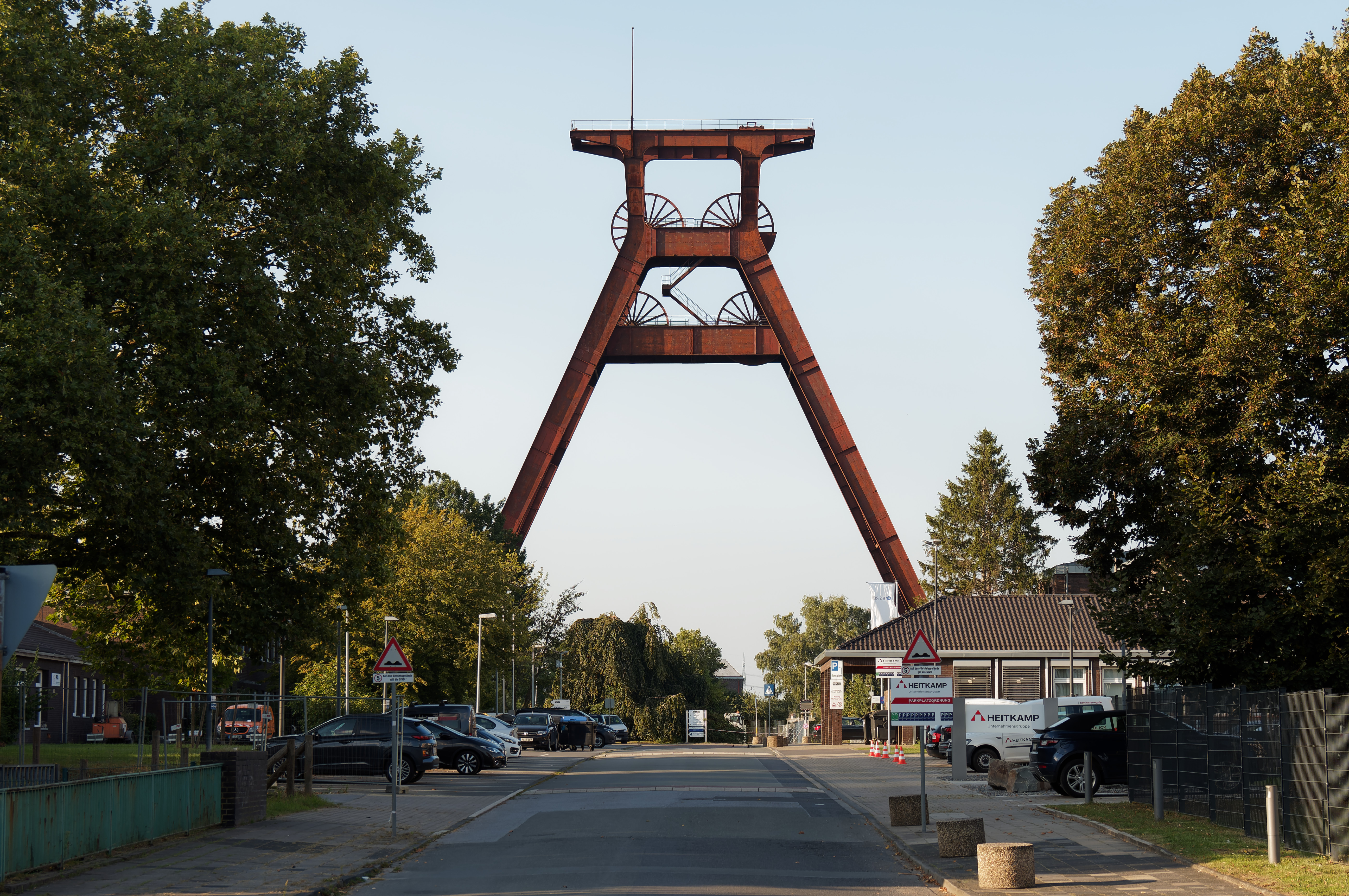
Förderturm ohne die Schachthalle (2021)

Von der Zeche zeugt heute das unter Denkmalschutz stehende Fördergerüst über Schacht Wilhelm. Zwischen September 2020 und Anfang Januar 2021 wurde die Schachthalle aufgrund des schlechten Zustandes abgebrochen. In den über Schacht Wilhelm verbliebenen Tagesanlagen befindet sich heute ein Teil des Grubenrettungswesens und der Grubenwehr der DSK. Daneben befindet sich auf dem Gelände die zentrale Leitwarte der Wasserhaltung der RAG. Die verbliebenen Tagesanlagen über Schacht Thies werden heute vom Technischen Hilfswerk Wanne-Eickel genutzt. Der Landschaftsverband Westfalen-Lippe errichtete in den Jahren 2008 bis 2011 eine Maßregelvollzugsklinik für Forensische Psychiatrie auf dem Zechengelände an der Wilhelmstraße westlich des Schachts Pluto-Wilhelm.

## Die Schächte
- Schacht 1 „Thies“: 1857 Teufbeginn, 1927 stillgelegt, Lage: 51° 31′ 19,6″ N, 7° 9′ 11,9″ O
- Wetterschacht 6: 1875 Teufbeginn, 1964 stillgelegt, ungefähre Lage: 51° 31′ 9,8″ N, 7° 9′ 15,5″ O
- Schacht 4: 1899 Teufbeginn, 1982 stillgelegt, ungefähre Lage: 51° 31′ 16,3″ N, 7° 9′ 13,3″ O
- Schacht 2 „Wilhelm“: 1873 Teufbeginn, 1993 stillgelegt, Lage: 51° 31′ 57,4″ N, 7° 8′ 31,2″ O
- Schacht 3: 1893 Teufbeginn, ab 1954 Zentralförderschacht, 1993 stillgelegt, Lage: 51° 31′ 56,9″ N, 7° 8′ 33,4″ O
- 1906 wurde mit Schacht 5 ein Wetterschacht im Westfeld (ungefähre Lage: 51° 31′ 10,9″ N, 7° 8′ 27,2″ O) eröffnet, der bis 1977 in Betrieb war.
- Schacht 7: 1913 Teufbeginn, 1990 stillgelegt, Lage: 51° 31′ 57,1″ N, 7° 8′ 24,6″ O

## Sol- und Thermalbad Wilhelmsquelle

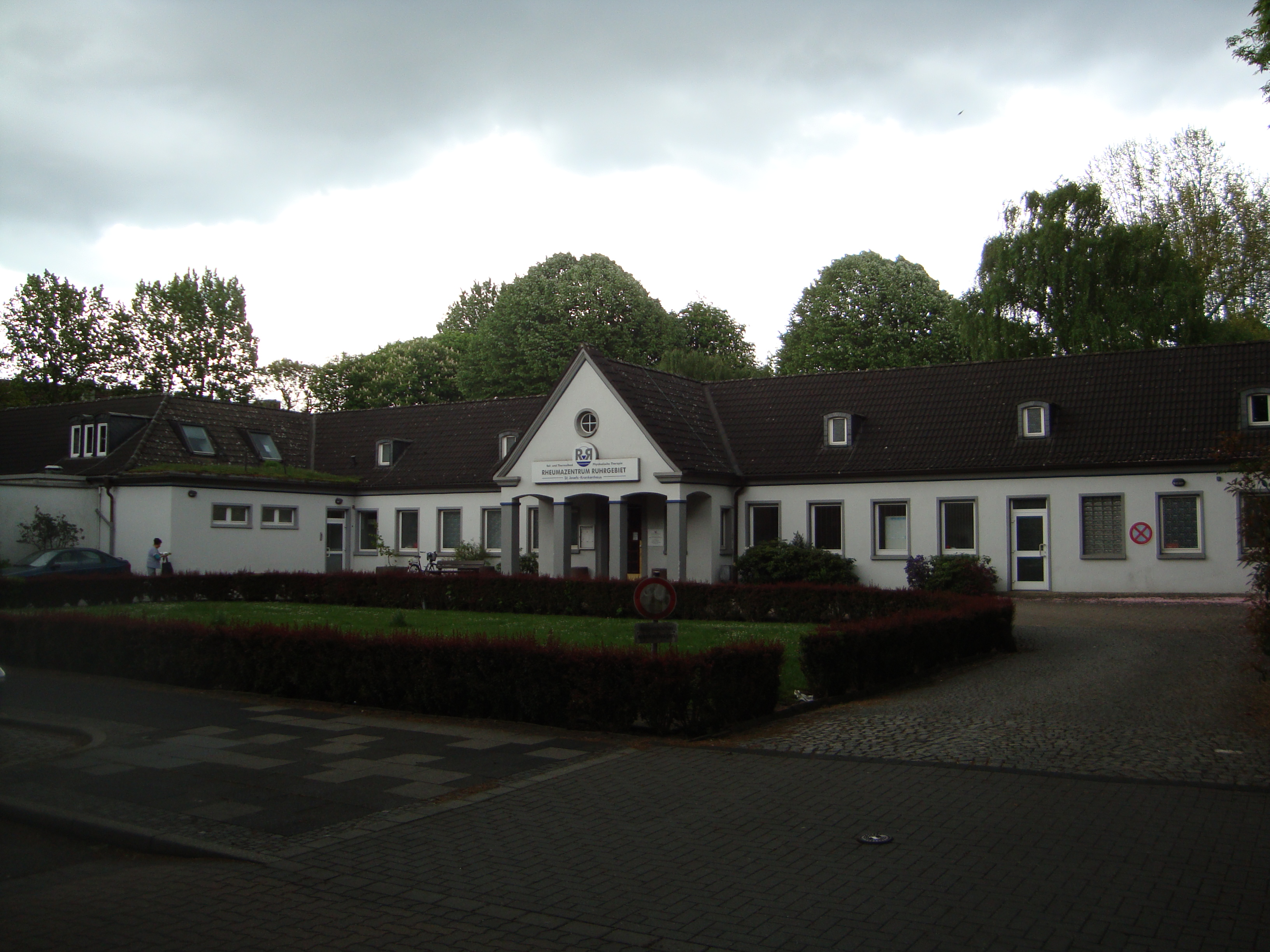
Rheumazentrum Ruhrgebiet

Ab 1891 wurde auf der Zeche Pluto mit einer Pumpe Sole zu Tage gefördert. Das Sol- und Thermalbad Wilhelmsquelle mit zugehörigem Kurhotel wurde mit dieser Sole beliefert. Dieses Thermalbad wurde von einer eigenständigen Aktiengesellschaft betrieben und ging 1920 in den Besitz der Stadtwerke Wanne-Eickel über. Nach 1945 wurden die kriegszerstörten Gebäude mit finanzieller Unterstützung der Knappschaft neu errichtet und im Oktober 1949 in Betrieb genommen. Das Sol- und Thermalbad existiert bis heute. Als Rheumazentrum Ruhrgebiet wird es in kirchlicher Trägerschaft in Herne-Wanne betrieben.